# Episyrphus
Genre
Episyrphus est un genre d'insectes diptères brachycères de la famille des syrphidés (ou syrphes), dont les larves ont pour proies principalement les pucerons colonisant la flore sauvage et aussi les arbres fruitiers, les cultures légumières, les grandes cultures...

## Espèces
Seule espèce appartenant au genre Episyrphus selon Fauna Europaea (5 mars 2023) :
- Episyrphus balteatus - le syrphe ceinturé

Espèces de ce genre selon EOL (2 juillet 2013) :
- Nombreuses espèces